# Huib Riethof
Huib Riethof (Amsterdam, 1 april 1941) is een Nederlands voormalig politicus voor de Pacifistisch-Socialistische Partij.
In de jaren zestig en zeventig was hij onder meer betrokken bij de uitgeverij Politeia, de Studentenvakbeweging en de Maagdenhuisbezetting.

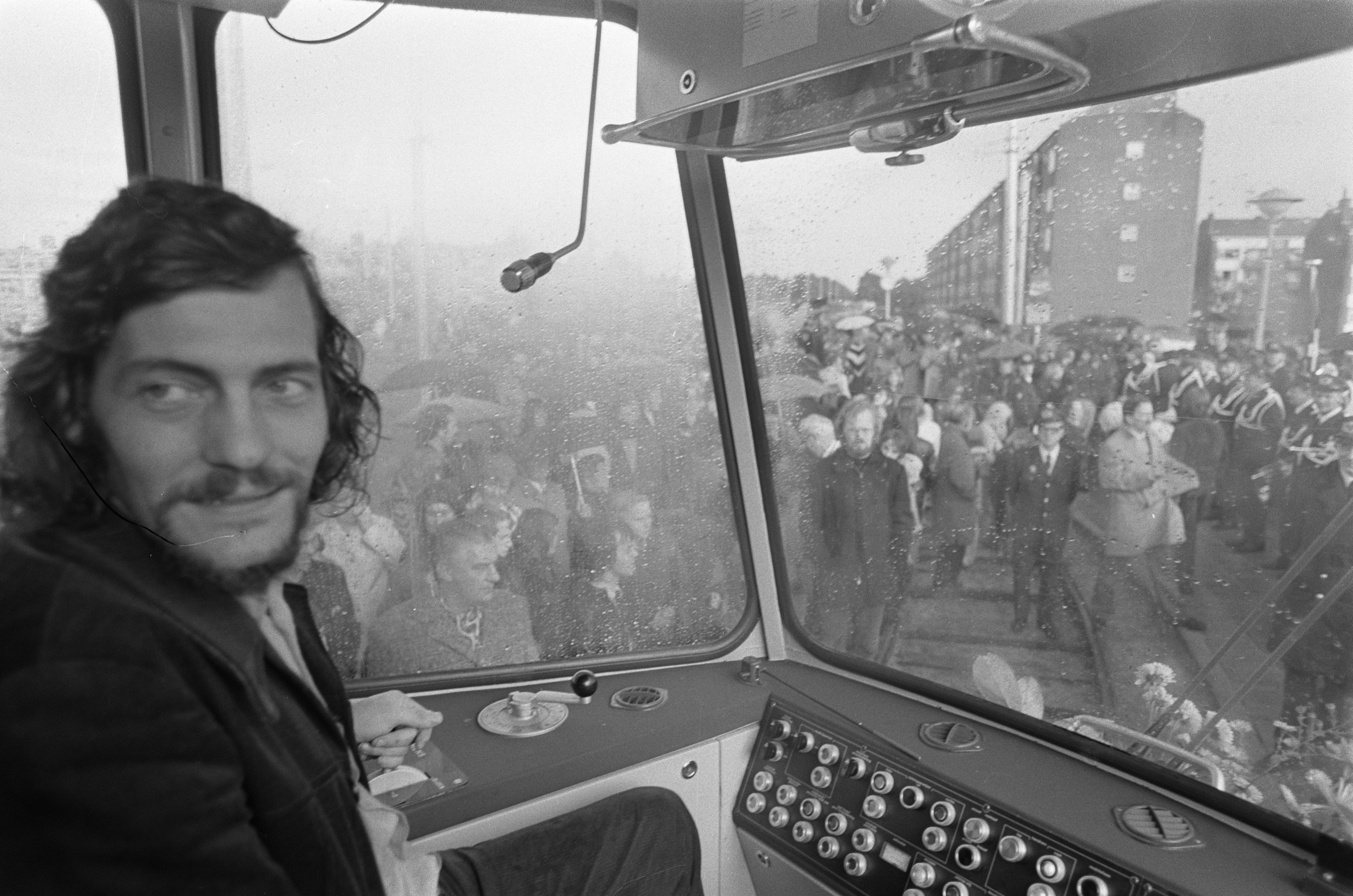
Riethof als trambestuurder bij opening verlenging tramlijn 13 op 12 oktober 1974

Sinds eind 1970 was hij gemeenteraadslid en bij de gemeenteraadsverkiezing van 29 mei 1974 was hij lijsttrekker voor de PSP in Amsterdam. Het progressieve college van burgemeester en wethouders dat daarna werd gevormd bestond uit PvdA, CPN, PPR en PSP. Naast de burgemeester Ivo Samkalden leverde de PvdA vier wethouders, de CPN twee en de PPR en PSP ieder een. In september 1974 werd Huib Riethof wethouder verkeer en vervoer en op 12 oktober 1974 bestuurde hij de openingsrit van de verlenging van tram 13 naar Geuzenveld. 
In de nacht van 13 op 14 februari 1975 werden door de politie in de Bijlmermeer drie mannen gearresteerd die in het bezit waren van explosieven waarmee ze een bomaanslag op het in ruwbouw aanwezige metrostation Venserpolder op het proeftrajekt van de Oostlijn hadden willen plegen. Vrijwel unaniem werd de schuld hiervan in een verklaring door B&W in de schoenen geschoven van de Actiegroep Nieuwmarktbuurt, die in het leven werd geroepen om weerstand te bieden tegen de aanleg van de metro, van betrokkenheid bij de verijdelde aanslag. Roel van Duijn, na zijn Kabouterperiode wethouder voor de PPR, was als enige tegen deze beschuldiging. Als enige in het college weigerde hij een verklaring te ondertekenen waarin verband werd gelegd tussen de verijdelde bomaanslag op het metrostation en bepaalde groepen uit de Nieuwmarktbuurt. Riethof is niet onmiddellijk overtuigd van de schuld maar in tegenstelling tot van Duijn neemt hij geen afstand van de verklaring. Hij probeert meer informatie bij de burgemeester te verkrijgen in een poging de concept-tekst van de verklaring af te zwakken met daarin de suggestie dat de aanslag is gedaan door de actiegroep uit te sluiten. B&W gaan hierin echter niet mee en hoewel het voor Riethof niet genoeg is blijft hij het college toch steunen.
Later blijken de verdachten helemaal niet uit die hoek afkomstig te zijn, maar uit rechts radicale hoek onder leiding van Joop Baank om de Actiegroep Nieuwmarktbuurt in diskrediet te brengen.
De pers, partijgenoten en actiegroepen vielen over B&W heen en beschuldigde hen van voorbarigheid en het verwijt de schuld in de verkeerde schoenen te schuiven. Huib Riethof werd ongeloofwaardig, vroeger was hij immers fel tegenstander van de aanleg van de metro door de Nieuwmarktbuurt. Hij kreeg een conflict met zijn eigen fractie en afdeling over zijn stemgedrag en moest medio 1975 uiteindelijk als wethouder aftreden waarna hij verdween uit de gemeentepolitiek. Hij werd opgevolgd door Pitt Treumann. Het college van B&W viel uiteindelijk in januari 1976.
Net als Jan Schaefer en Michael van der Vlis was Riethof een politicus die zich weinig aantrok van de heersende mores. Zo droeg hij lang haar tot over zijn schouders met baard en snor en had meestal geen maatpak aan en stropdas om.
In 2017 kwam de intussen 76-jarige Riethof weer in het nieuws door in Arnhem een tegendemonstratie te voeren tegen de demonstratie van Geert Wilders tegen de benoeming van Ahmed Marcouch als burgemeester.